# Scarabaeus janssensi
Scarabaeus janssensi is een keversoort uit de familie bladsprietkevers (Scarabaeidae). De wetenschappelijke naam van de soort werd voor het eerst geldig gepubliceerd in 1940 door Balthasar.